# 23-as főút (Csehország)
Az R23-as autóút Brno belvárosát köti össze a D1-es autópályával. Az út igen rövid (mindössze 5 km hosszú), mégis négy csomópontja van.

## Nyomvonala
A D1-es autópálya várost elkerülő szakaszán, az első csomópontból indul és Brno belső körgyűrűjéhez csatlakozik. Része az 503 m hosszú Pisárecký alagút, melyet 1997-ben adtak át.